# Designerdrug
Designerdrug er et udbredt navn for syntetisk fremstillede, euforiserende stoffer (narkotika). De fleste narkotiske stoffer fremstilles ellers normalt ved bearbejdning af forskellige planter (hash fremstilles ud fra hampplanten, heroin fremstilles ud fra opiumsvalmuen osv.). Til forskel fra disse "traditionelle" narkotiske stoffer, fremstilles syntetiske stoffer kemisk i et laboratorium ved anvendelse af forskellige kemiske komponenter. 
Til forskel for "almindelige" narkotiske stoffer, betyder dette at komponenterne til stofferne ikke nødvendigvis er ulovlige – hvilket kan gøre det lettere for kriminelle at fremstille stofferne, frem for at skulle få stofferne smuglet ind i landet. Samme problematik kendes fra sprængstoffer, hvor nogle af disse kan fremstilles ud fra materialer som ikke er lette at forbyde (f.eks. kunstgødning).

## Nogle designerdrugs
Eksempler på syntetisk narkotika er 
- Cathinoner, mere end 70 derivater kendes[1]
- ecstacy
- LSD.

## Eksterne links og henvisninger
1. ↑  "A new drug war. Science". Arkiveret fra originalen 3. marts 2015. Hentet 31. marts 2015.

| Kemi | Spire Denne artikel om kemi er en spire som bør udbygges. Du er velkommen til at hjælpe Wikipedia ved at udvide den. |